# People Need Love
People Need Love ist die erste Single der schwedischen Popgruppe ABBA. Sie wurde im Juni 1972 mit der B-Seite Merry-Go-Round veröffentlicht. Komponiert wurde das Stück von Björn Ulvaeus und Benny Andersson, die Leadvocals werden von den vier Musikern paarweise abwechselnd gesungen. Das Lied handelt vom Wunsch nach Frieden und Harmonie.

## Hintergrund und Entstehung
Schon seit dem Beginn ihrer Zusammenarbeit im Sommer 1966 wollten Andersson und Ulvaeus einen „echten“ Pop-Song produzieren. Weil ihre gemeinsame Single She's My Kind of Girl 1971 in Japan ein Hit geworden war, entschlossen sie sich nun, mit ihren beiden Lebensgefährtinnen Agnetha Fältskog und Anni-Frid Lyngstad als Gruppe einen englischen Pop-Song aufzunehmen. Inspiriert wurden Andersson und Ulvaeus von Blue Mink sowie The Sweet und von Middle of the Road.

„Wir hörten uns diese Bands an und sagten uns: ‚Das können wir mindestens genauso gut‘“

## Die Aufnahme
Am 29. März 1972 wurde der Song im Metronome-Studio im Stockholmer Stadtteil Vasastan aufgenommen. Die Begleitband bestand aus Janne Schaffer als Gitarrist, Mike Watson als Bassist und Ola Brunkert am Schlagzeug. Andersson übernahm das Klavier und Ulvaeus spielte die zweite Gitarre. Ebenfalls aufgenommen wurde ein Song mit dem Namen Merry-Go-Round, der die Frauen nur als Background-Sängerinnen miteinbezieht. Bei People Need Love wechseln sich Frauen und Männer ab, und am Schluss sangen Lyngstad und Fältskog als Gimmick noch eine Art Jodler ein.

## Veröffentlichung und Erfolg
Bereits am 30. April 1972 wurde People Need Love in der schwedischen Fernsehsendung Vi i femman aufgeführt. Dieser Auftritt, bei dem die vier Musiker um ein Klavier herum saßen, gilt als ihr erster gemeinsamer Fernsehauftritt als Musikgruppe. Anfang Juni wurde der Song als Single veröffentlicht und gilt somit als die allererste Single der zukünftigen Band. Am 6. Januar 1973 traten sie mit dem Stück in der deutschen Musiksendung Disco auf, bei dem Fältskog aufgrund ihrer Schwangerschaft durch eine Freundin ersetzt wurde.
Dieser Auftritt mit ihrer ersten Single war zugleich der erste Fernsehauftritt der (unvollständigen) Gruppe in Deutschland. Als Gruppenname wurde der etwas längere Name „Björn & Benny, Agnetha & Anni-Frid“ angegeben, was Stig Anderson, der Besitzer von Polar Music und spätere Manager der Gruppe, verärgerte, da er den Namen lächerlich fand. Zudem standen Fältskog und Lyngstad bei anderen Labels unter Vertrag, weshalb Anderson Zahlungen an diese leisten musste.
Für das Cover nahm man ein Bild aus der Werbung für die Festfolk-Tourneen der vier Künstler, das 1970 unter einem Regendach auf der Stockholmer Insel Djurgården aufgenommen worden war. Die Single erreichte gleich nach ihrer Veröffentlichung Platz 5 der schwedischen „Tio i topp“-Charts und konnte kurz darauf Platz 3 belegen. Am 25. Juli 1972 stieg die Single auf Platz 17 der kombinierten Single- und Album-Verkaufscharts. Diesem Erfolg war es zu verdanken, dass die Gruppe sich im Herbst desselben Jahres entschloss, ein gemeinsames Album aufzunehmen.